# João Guilherme Christiano Müller
João Guilherme Christiano Müller ou Johann Wilhelm Christian Müller (Gotinga, Baixa Saxônia, 12 de maio de 1752 - Lisboa, Portugal, 15 de março de 1814) foi um General de Portugal, Diretor da Academia Real das Sciencias de Lisboa, Censor Régio da Mesa do Desembargo do Paço, bibliotecário da Rainha e professor da Corte, teve diversas funções junto à Coroa Portuguesa.
O patriarca dos Müller de Augsburgo em Portugal veio para ser um dos primeiros sacerdotes luteranos no país. Mas, inicialmente por influência do Marquês de Ponte de Lima, o "illustre Estrangeiro" foi convocado para inúmeras funções de relevância para o Reino. Sua biografia cruza-se com diversos personagens relevantes da história lusitana, em tempos de grandes mudanças, marcado por seu "zelo e perícia", além de "sua habilidade" na "arte delicada" dos cortesãos. Mas, principalmente, por seus "conhecidos talentos e distincta Litteratura"  que o fizeram merecedor de "toda honra e consideração", perante a Rainha Maria I de Portugal.  
Seu filho Daniel Pedro Müller, foi assessor para Dom Pedro I e Governador das Armas de Santa Catarina.
Müller foi avô para a 1ª geração brasileira da Família Bresser.  

## Educação e Família

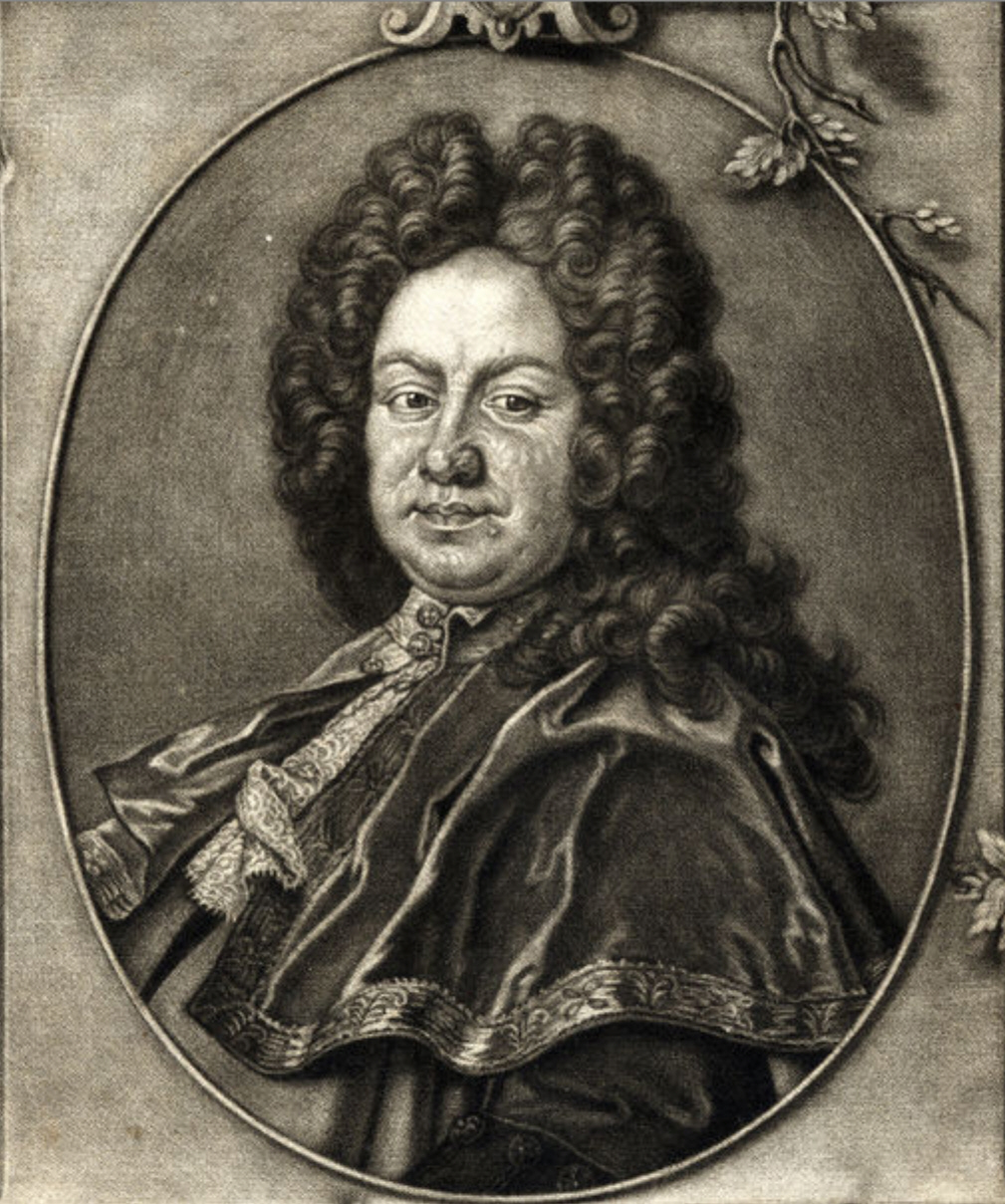
Johann David Köhler, avô de João Guilherme Christiano Müller.

João Guilherme Müller foi o primeiro filho de João Miguel Müller e de Bárbara Margarida Catharina Köhler. Seu pai, "oriundo da antiga família dos Mullers de Augsburgo", foi professor de matemática da Universidade de Giessen e nomeado Engenheiro Mór dos Ducados de Grubenhagen e de Calemberg, sob serviço eleitoral do Rei da Inglaterra. Sua mãe, por sua vez, era da "nobilíssima" Casa Köhler de Nuremberga.
Durante a infância de João Guilherme Müller, seu pai realizava preleções públicas sobre temas diversos das Matemáticas Pura e Aplicada, em Goettingen. Seu avô materno, João David Köhler, era professor de grande reputação em Filosofia e História, também na Universidade de Giessen. Por sua vez, João Daniel Müller, seu tio paterno, era um teólogo de grande prestígio. Já seu tio materno, João Tobias Köhler, também dava aulas de História e Filosofia e tornou-se Mestre em Artes. Diante disso, João Guilherme Müller cresceu num ambiente altamente intelectualizado, mas não se podia esperar que ele dominasse, com vantagem, áreas de conhecimento tão distintas.
Por essa razão, a família decidiu observar as inclinações e capacidades de suas crianças para determinar qual educação lhes dariam. Assim, decidiram que João teria estudos voltados à Literatura e suas ramificações, e seu irmão mais novo, Christiano Gottlieb Daniel Müller, estudaria as ciências matemáticas. Portanto, ainda menino, João já aprendia em casa as línguas francesa, inglesa e os rudimentos do Latim. E, também, mostrava grande gosto pela leitura, tendo o hábito de estudar sobriamente o que lia.
Aos 8 anos de idade, em 1760, João Guilherme Müller ingressou num Curso de Humanidades da Escola Pública de Gotinga. Em 1766, deu continuidade a tal estudo, unido à Filosofia e algumas línguas orientais, no conhecido Archigymnasio Susatense, o mais famoso da Vestfália. E, quatro anos depois, na cidade de Soest, João defendeu suas primeiras conclusões publicamente: De Studiis Veterum Grammaticis. Nesse opúsculo, ele defende a necessidade de se unir estreitamente  os conhecimentos relativos à linguagem e às ciências e, também, uma educação que ensine a dependência entre tais conhecimentos.
Logo após, João retornou à sua terra natal e ingressou no curso de Teologia na Universidade de Gotinga, concluindo-o dois anos depois. E, por indicação do Dr. Miller, sucessor de Dr. Mosheim no cargo de Reitor da célebre universidade em que se formou, João foi escolhido para pastorear o povo de Lisboa. Sua ordenação ocorreu na cidade de Stade, em 5 de novembro de 1772, segundo o rito da Igreja Luterana. Assim, passou por um exame de teologia, mas foi dispensado do tradicional Sermão de prova: recebeu uma atestação do Ministério da Catedral de Bremen -- onde foi convidado ao púlpito pouco antes- pela "graça e eloquência" de sua pregação. Depois, foi ao porto de Hamburgo e dirigiu-se à capital portuguesa.

## Vida em Portugal

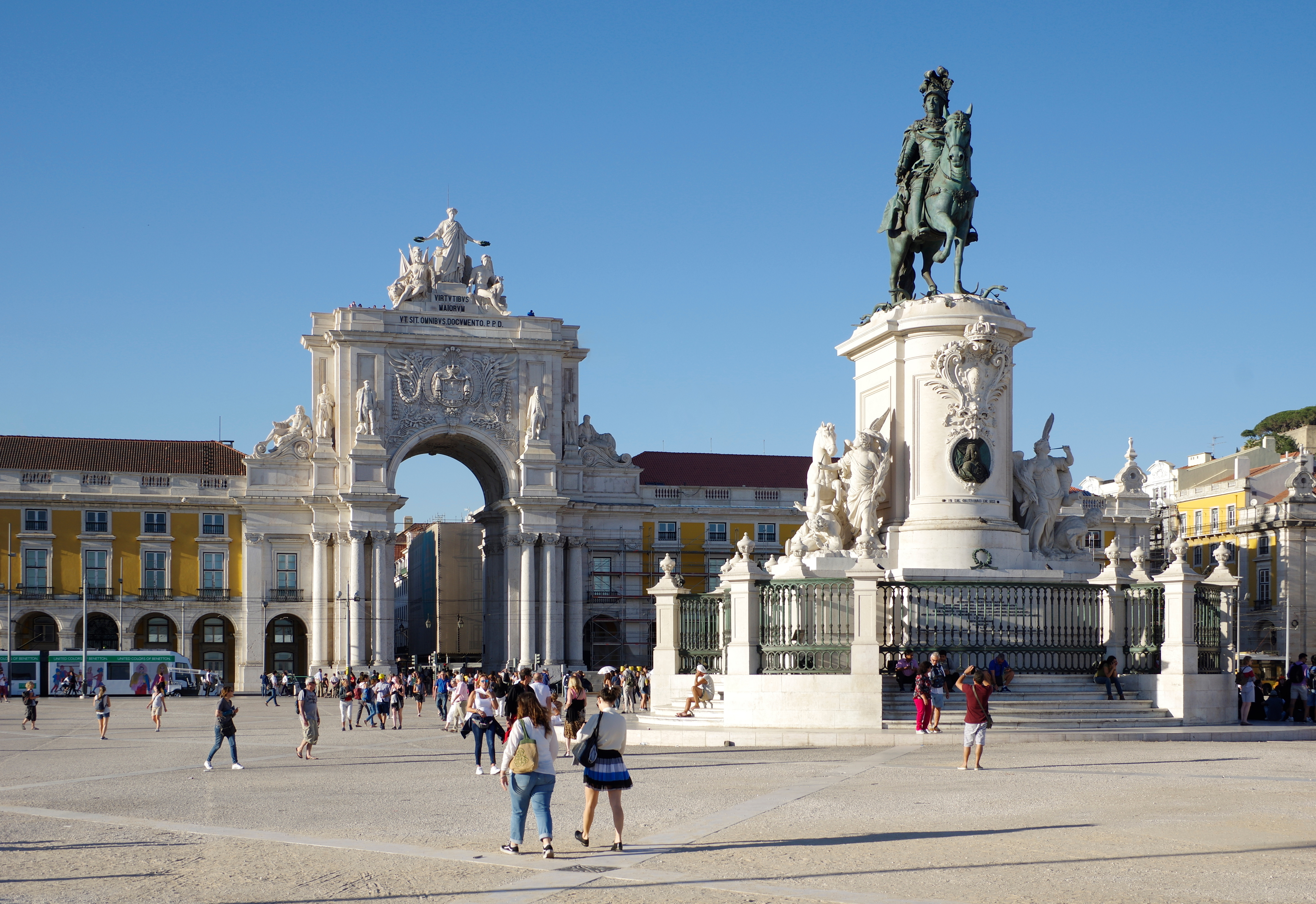
Praça do Comércio, Lisboa.

Segundo o contrato que assinara, João Müller tinha a obrigação de permanecer apenas três anos em Lisboa, chegando na cidade em 1773, para ser um pastor luterano. Contudo, foi muito bem acolhido graças à sua erudição, abrindo-lhe a "sociedade dos homens sábios e dos honestos cidadãos" da cidade. O que o levou a renovar seu prazo em mais três anos. E, por fim, renunciou aos seus primeiros planos, mesmo com os excelentes empregos que poderia encontrar em outros países europeus, prorrogando por tempo indeterminado sua estada em Portugal.
Como disse Francisco d'Aragão Morato, segundo o livro Memorias da Academia Real das Sciencias de Lisboa, a capital portuguesa tinha muitas coisas que podiam interessar um jovem estrangeiro como João Müller: 
Muitas cousas offerecia então esta Capital, que podessem interessar hum Estrangeiro, que havia empregado sua mocidade na cultura das Lettras; e que era ávido de instrucção e de gloria. Em contraposição ao severo clima do Norte da Allemanha, [...], via huma grande Capital resurgindo mais formosa d'entre as suas proprias ruinas, e hum governo unido e providente [...] Assim não podia o Sr. Müller deixar de se applaudir da resolução que havia tomado, de fixar por algum tempo a sua residencia em Lisboa. Despido de todo o genero de orgulho, e de certas impressões menos favoraveis, que podessem ser effeito da sua educação litteraria ou religiosa, procurava conseguir a benevolencia e a amizade dos Portuguezes [...] 
Muito bem relacionado na sociedade portuguesa, logo frequentava a Academia Real das Sciencias de Lisboa, enquanto exercia seu pastorado. Depois, sem ainda abandonar o luteranismo, aceitou o convite do Visconde de Vila Nova de Cerveira, então ministro de estado da Fazenda, para ingressar em seu serviço, deixando de ser pastor. Assim, vem a converter-se ao catolicismo no ano seguinte.
Ali, casou-se com a lisboeta Anna Elizabeth Möller (14/3/1757-21/7/1797), no dia 17 de janeiro de 1779, tendo 5 filhos, ao menos. Era luterana, filha de Henrique Möller, rico comerciante da Feitoria Hanseática de Lisboa, patriarca da família Möller em Portugal. Mas, faleceu ainda aos 40 anos. Dos seus filhos, sabe-se: 
- Dorotéia: casou-se com Jorge Pedro Möller, seu tio materno, um abastado comerciante, morando no Palácio dos Condes da Ponte e tendo 13 filhos.
- Guilhermina: casou-se com Adolfo Frederico Lindenberg. Comerciante, nascido em 1768, na cidade de Lübeck, estabeleceu-se em Lisboa por finais do século XVIII. Em Portugal, desempenhou as funções de cônsul-geral das Cidades Hanseáticas; presidente da Congregação Evangélica Alemã; secretário, tesoureiro e presidente da [[Irmandade de São Bartolomeu e foi um dos fundadores do Cemitério Alemão. Adolfo foi tutor dos filhos do barão de Wiederhold, tendo sido membro da Real Academia das Ciências e um notável bibliófilo, a herdar parte da biblioteca de seu sogro, João Guilherme Müller. Johann Caspar Lindenberg, sogro de Guilhermina, foi burgomestre e senador de Lübeck. [16]
- Cristiano Frederico: morreu aos 23 anos, em Cádiz, em 1806. Foi Capitão de Infantaria, em serviço para a Inglaterra, além de Primeiro-Tenente da Armada Real. Nasceu em Lisboa, em 13 de abril de 1783.
- Daniel Pedro: assessor de Dom Pedro I e Governador de Armas da Província de Santa Catarina. Segundo o filho do Visconde de Taunay, Affonso, Daniel Pedro Müller é o "Patriarcha da Estatística no Brasil", devendo ter seu retrato a "figurar sempre nas repartições onde se cultiva a sciencia [estatística]".[17]

Segundo Richard Morse e o Instituto Hans Staden, é irmã de Daniel Pedro Müller:
- Anna Clara Augusta: nascida em Viena, a matriarca da Família Bresser no Brasil. Teve 5 filhos com Carlos Abrão Bresser, sendo mãe de Carlos Augusto Bresser e sogra da aristocrata prussiana Ana Hasta Edwiges von Seehausen.

## Funções

### NaAcademia Real das Sciencias de Lisboa

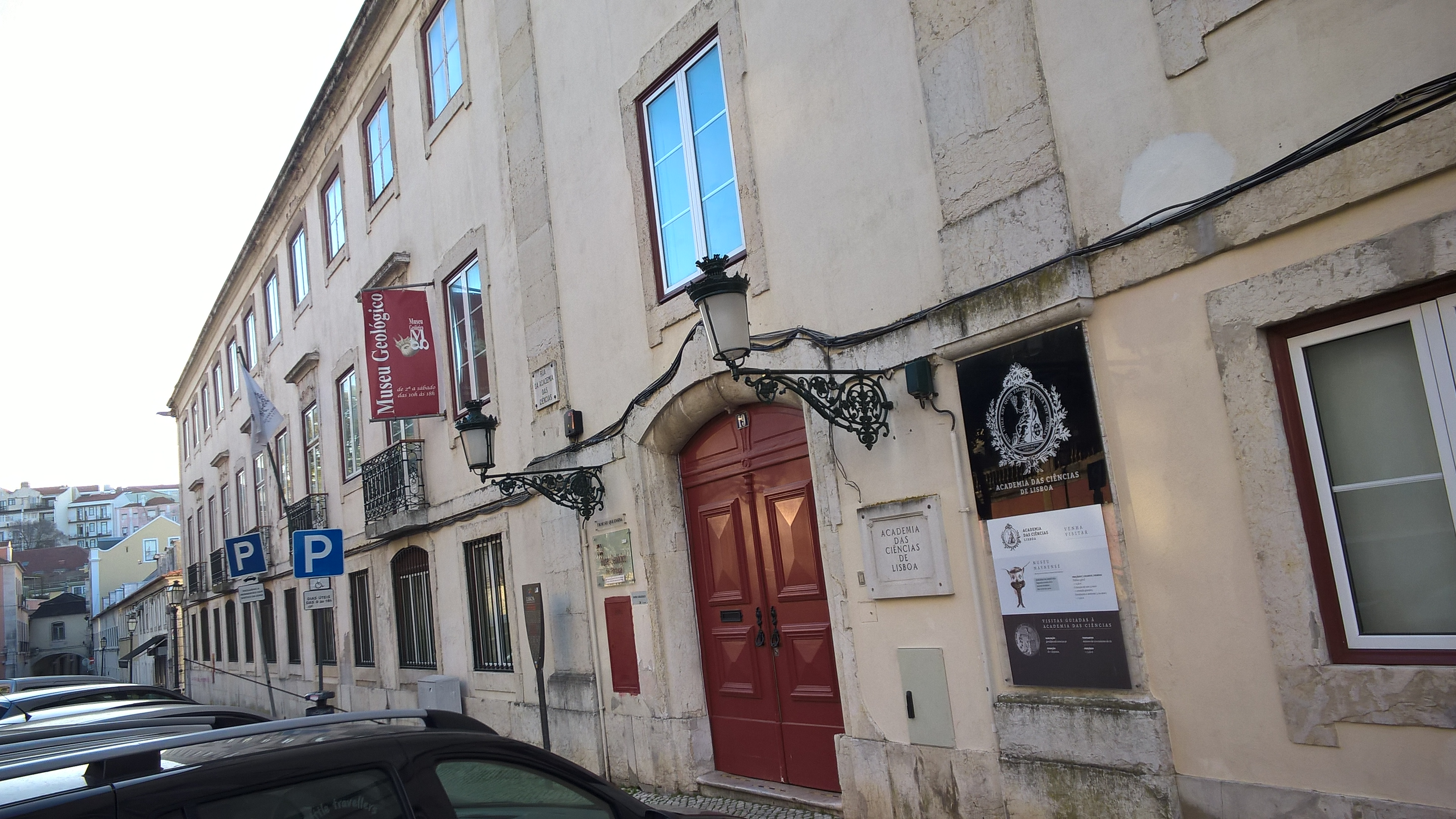
Fachada atual da Academia.

Por sua" boa convivência com letrados portugueses e sua forte cultura humanística", Müller foi à Academia Real das Sciencias de Lisboa, fundada em 1779, acumulando os trabalhos intelectuais produzidos para a instituição com o exercício das funções de pastor.
No dia 14 de outubro de 1787, na Assembleia da Academia Real das Sciencias, João Guilherme Christiano Müller foi nomeado sócio supernumerário. Início de uma prolífica atividade na Academia, com uma série de trabalhos literários:
- em 1788, ficou responsável pela direção e classificação das medalhas do museu da Academia, escrevendo Memoria sobre as Medalhas Portuguezas -lida em assembleia;
- em novembro de 1788, foi lida sua Memoria sobre origens Orientaes de palavras Portuguezas;
- em 1790, por seus conhecimentos em língua hebraica, publicou suas Notas e Memorias em adição aos estudos sobre a Litteratura Sagrada dos Judeos Portuguezes, de António Ribeiro dos Santos;
- e, em 1792, foi responsável pela composição de extratos de obras da Academia, para publicá-los em jornais da Alemanha.

Posteriormente, foi eleito diretor da Academia, por suas contribuições.

### Início dos serviços à Coroa de Portugal e conversão

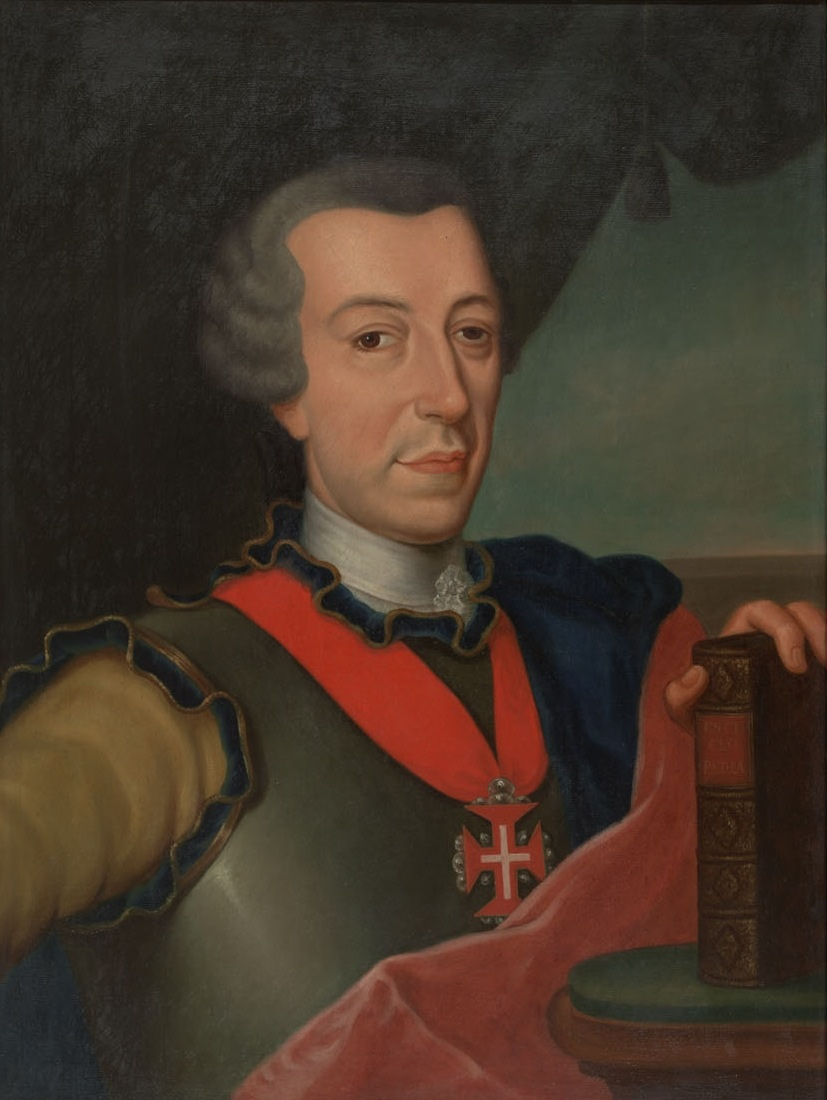
Tomás Xavier, Marques de Ponte de Lima.

Durante tais trabalhos, algumas cartas redigidas por João Guilherme Müller demonstravam sua afeição pela Academia e, ao mesmo tempo, o sofrimento advindo de um ministério que passou a chamar de "escravidão" -- por impedir-lhe de ter maior dedicação aos estudos literários. Algo favorecido pelo convite do então ministro de Estado da Fazenda, o Visconde de Vila Nova de Cerveira, futuro Marquês de Ponte de Lima, levando-o a abandonar o pastorado: 
"quando, no momento em que já estava resolvido a largar o peso do Pastorado, [...] aprouve a Sua Magestade Fidelissima, que Deos guarde, mandar-lhe fazer pelo seu Ministro o Ex.mo Sr. Marquez Mordomo Mór, a offerta de o admittir em Seu Serviço [...] aceitou o illustre Estrangeiro hum offerecimento tão generoso [...]" 
Assim, a Coroa Portuguesa convocou Müller a seu serviço e, prontamente, ele aceitou a oportunidade: por decreto de 29 de dezembro de 1790, a Rainha Maria I de Portugal concedeu a Müller uma pensão vitalícia de 800 mil réis.
Dessa maneira, a única coisa faltante para João Guilherme Müller gozar plenamente dos direitos de Vassallo Portuguez era abandonar o Protestantismo. Fé que aprendeu desde sua infância com mestres de renome e que ele mesmo ensinou por 18 anos de sua vida. Mas, como um "espirito de duvida" já o fazia reexaminar sua vida religiosa, no dia 23 de novembro de 1791 ele fez sua "solemne profissão de Fé Catholica Romana".
 

Uma sucessão de nomeações da Coroa fizeram que João Guilherme Müller assumisse diversas funções notáveis em Portugal: 
"Desejando desempenhar a expectação da Soberana, e corresponder ao seu tão gracioso chamamento, não se poupou o nosso Consocio a trabalho algum para exercitar dignamente os honrosos Cargos, com que foi condecorado: [...] conceito, que justamente se formava á cerca do seu zelo e pericia" 

### Censor Régio

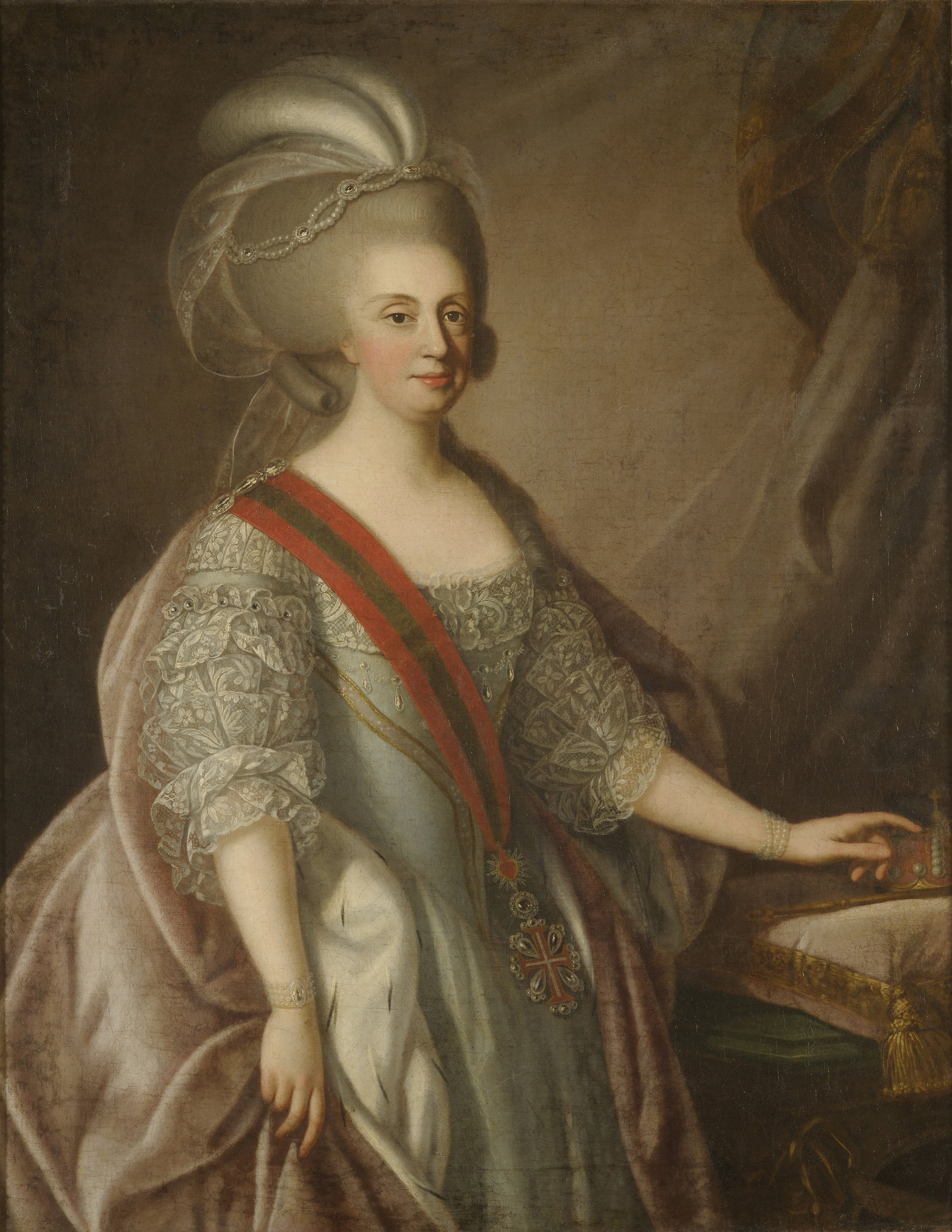
Rainha Maria I de Portugal

Por Decreto de 16 de maio de 1792, Sua Majestade lhe conferiu o cargo de Deputado da Real Mesa da Commissão Geral sobre o Exame e Censura dos Livros, recebendo largo reconhecimento por parte da Rainha Maria I de Portugal:
"Querendo fazer uteis os conhecidos talentos e distincta Litteratura de João Guilherme Christiano Müller, que o fazem merecedor de toda a honra e consideração: Hei por bem fazer-lhe mercê de hum lugar ordinario, além do número e sem exemplo, de Deputado da Real Mesa da Commissão Geral sobre o Exame e Censura dos Livros, [...] em quanto com o dito lugar não for Servida empregallo em outra Commissão."
Porém, sendo a Revolução Francesa ainda recente, tal órgão foi extinto por Decreto de 17 de dezembro de 1794. E, mesmo assim, Müller continuou a receber integralmente o soldo de Deputado e foi nomeado Censor Regio pela Mesa do Desembargo do Paço, função exercida por 22 anos. Ali, João Müller trabalhou incansavelmente e, após sua morte, foram encontrados diversas anotações sobre a mudança dos tempos. 

### NoConcelho do Almirantado
Por Carta Patente de Sua Magestade, datada de 30 de junho de 1795, Müller foi nomeado Traductor de Linguas na Secretaria do Concelho do Almirantado e, logo após, lhe foram concedidos a graduação de Official Maior e o uniforme de Capitão de Fragata. Por ocasião de guerras marítimas, era necessário que um homem versado em diversos idiomas europeus colaborasse como intérprete dos estrangeiros que dirigiam-se ao Almirantado e, também, traduzisse processos e documentos escritos nos mais variados idiomas. Porém, pela mudança da sede do governo português e reforma do Concelho do Almirantado, tal cargo foi extinto.
Logo após, Müller recebeu uma posição ainda mais relevante: por Ordem especial da Corte, foi encarregado de assistir a Sua Alteza Sereníssima o Príncipe Christiano de Waldeck, Marechal dos Exércitos Portugueses, durante sua estadia em Portugal. E assim foi, até a prematura morte desse Príncipe em terras lusitanas. Sendo a apresentação verbal de suas últimas representações ao Soberano de Portugal, um dos últimos serviços a ele prestados.

### Assessoria aoDuque de Sussex

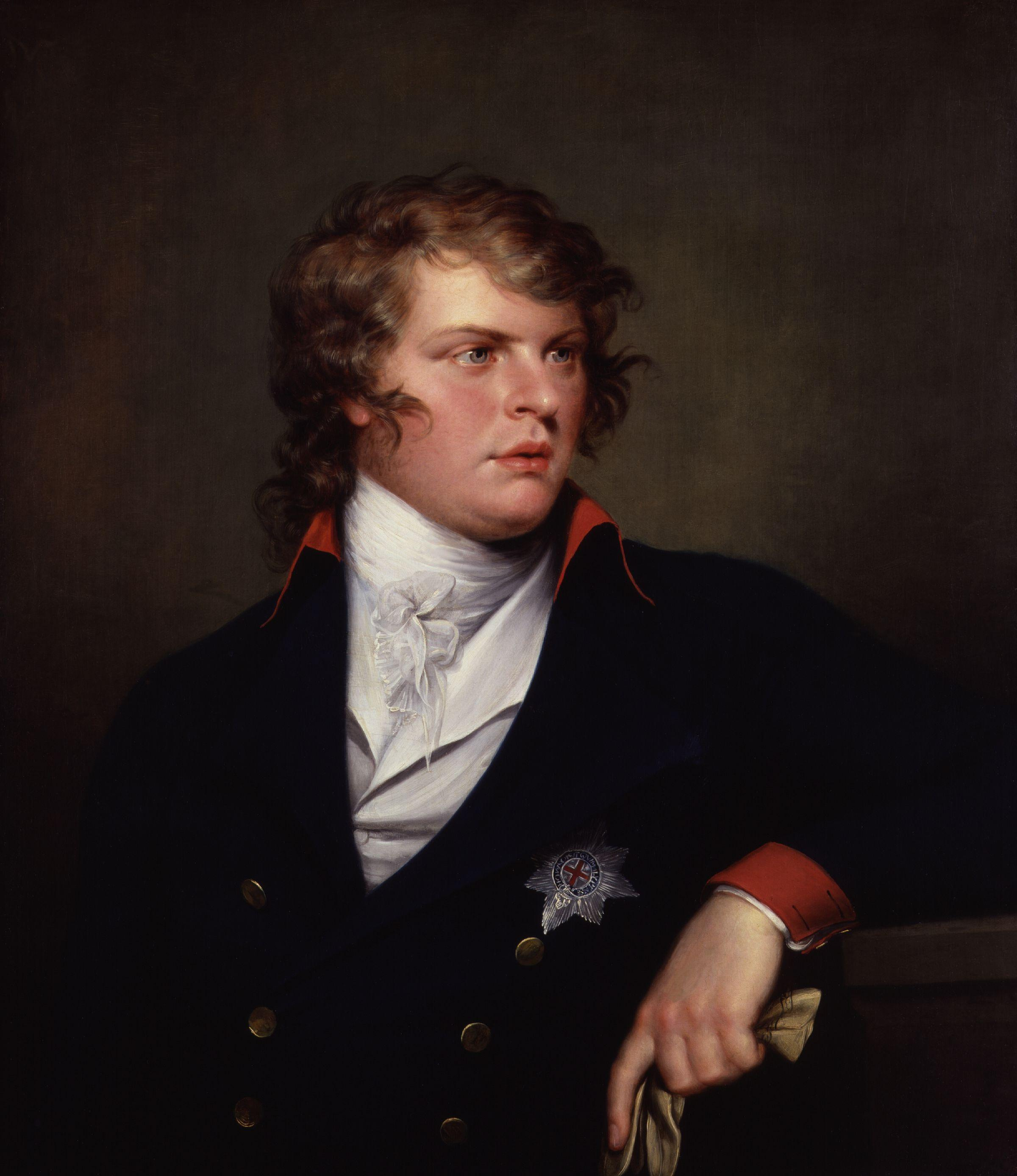
Príncipe Augusto Frederico, Duque de Sussex

Em  13 de junho de 1802, João Müller passou a assessorar o príncipe Augusto Frederico, duque de Sussex, durante sua estadia em Lisboa. Porquanto o conselheiro e mordomo do Príncipe havia deixado o país. Tempo em que o Augusto Frederico teve grande dedicação a expandir a influência maçônica em Portugal, principalmente entre as forças armadas.

"No anno de 1802 foi addicto por consentimento da nossa Corte ao serviço de S. A. R. o Principe Frederico Augusto, Duque de Sussex, que residindo então em Lisboa, e tendo retirado do seu serviço a James Trail, desejava ter junto a si outra pessoa, que presidisse o governo da sua Casa, e em cujo conselho e experiencia podesse confiar."
Contudo, em agosto de 1804, na partida do Duque para a Inglaterra, Müller o acompanhou, voltando a Portugal em 1806, licenciado pela Corte: 
"Os homens que fazem profissão do estudo das Sciencias, são commummente pouco cortezãos; mas o Sr. Müller teve ocasiões de mostrar no espaço de dous annos, a sua habilidade nesta arte delicada; e de tal maneira alcançou a benevolencia e estima daquelle Principe, que quando S. A. se retirou para a Inglaterra, não pòde resistir ao desejo [...] de lhe dar esta ultima prova de seu animo agradecido."
De volta a Portugal, Müller passa a ajudar o Conde da Barca, D. António de Araújo e Azevedo, com a organização de seus vários livros e documentos, como relatado em carta.

### NoBloqueio Continental

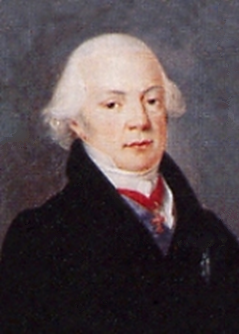
Dom Domingos António de Sousa Coutinho, 1º Marquês de Funchal

Como relatou a Domingos António de Sousa Coutinho, Conde e Marquês de Funchal, João Müller foi acordado, no meio da madrugada, entre 25 e 26 de novembro de 1807,  por "hum Correio", por demanda do próprio D. António de Araújo e Azevedo, escrita com "com sua propria letra", pedindo que que empregasse toda sua  "actividade na prompta execução desta Ordem":
"mandar ecachotar com toda pressa, tudo quanto da Secretaria de estado estava debaixo da [sua] inspecção, e de manda-lo a Bordo, da Náo Medusa, com aquelles dos Obreiros, que tãobem quisessem ir".
Assim, Müller organiza o envio de diversas obras ao Brasil, às vésperas da transferência da corte. Domingos António de Sousa Coutinho, a quem relata o ocorrido, era ministro da corte em Londres, desde 1802, tendo conhecido Müller durante sua estadia na Inglaterra, em serviço ao Duque de Sussex. Ali, D. Domingos buscava uma solução para a crise entre Portugal, França e Inglaterra. Porquanto Dom João o investiu de plenos poderes para tratar secretamente com a Inglaterra quanto a formas de compensação pelo fechamento dos portos.
A nau Medusa, na qual viajava o Conde da Barca, juntamente com os livros e papéis anteriormente organizados por Müller, além de um conjunto de equipamentos tipográficos, uma coleção mineralógica e o instrumental necessário para instalar um laboratório de química, foi a primeira a atracar no Brasil, chegando ao Recife em 13 de janeiro de 1808, após 45 dias no mar.

### Diretor da Imprensa Régia
Embarcados os livros, papéis e máquinas que acompanharam António de Araújo e Azevedo, Müller ficou em Portugal, a cuidar do que permaneceu no país. Dentre suas várias ocupações, foi nomeado Diretor da Imprensa Régia, o que o levou a lidar diretamente com os franceses. Função na qual teve má impressão dos recém-chegados:
"Presentemente estou fixo na Impressão Regia, sempre prompto ás Ordens dos
Generaes francezes, para traduzir, mandar imprimir, e corrigir huma multidão
de Decretos, Ordens, e outros papeis do uso do Exercito estrangeiro. Porque
eu sou o unico dos Directores destes Instituto, que possa se explicar com estes
hospedes. Em geral naõ saõ muito letrados, e escrevem a sua propria lingua
naõ com a maior perfeiçaõ. Ja succedéo, que se corrigiraõ Originais sobre as
Traducções, que dellas se fizeraõ."

## Heráldica da Família Müller
A heráldica da família Müller apresenta um escudo azul, com banda de ouro, carregada com uma mó de ferro negro. O timbre consiste em uma cegonha, vigilante, de sua cor, a segurar a mó de ferro do escudo, à destra.

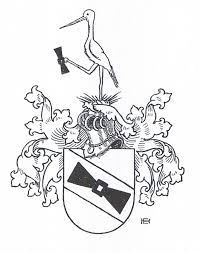
Brasão dos Müller de Augsburgo.

## Galeria de Familiares

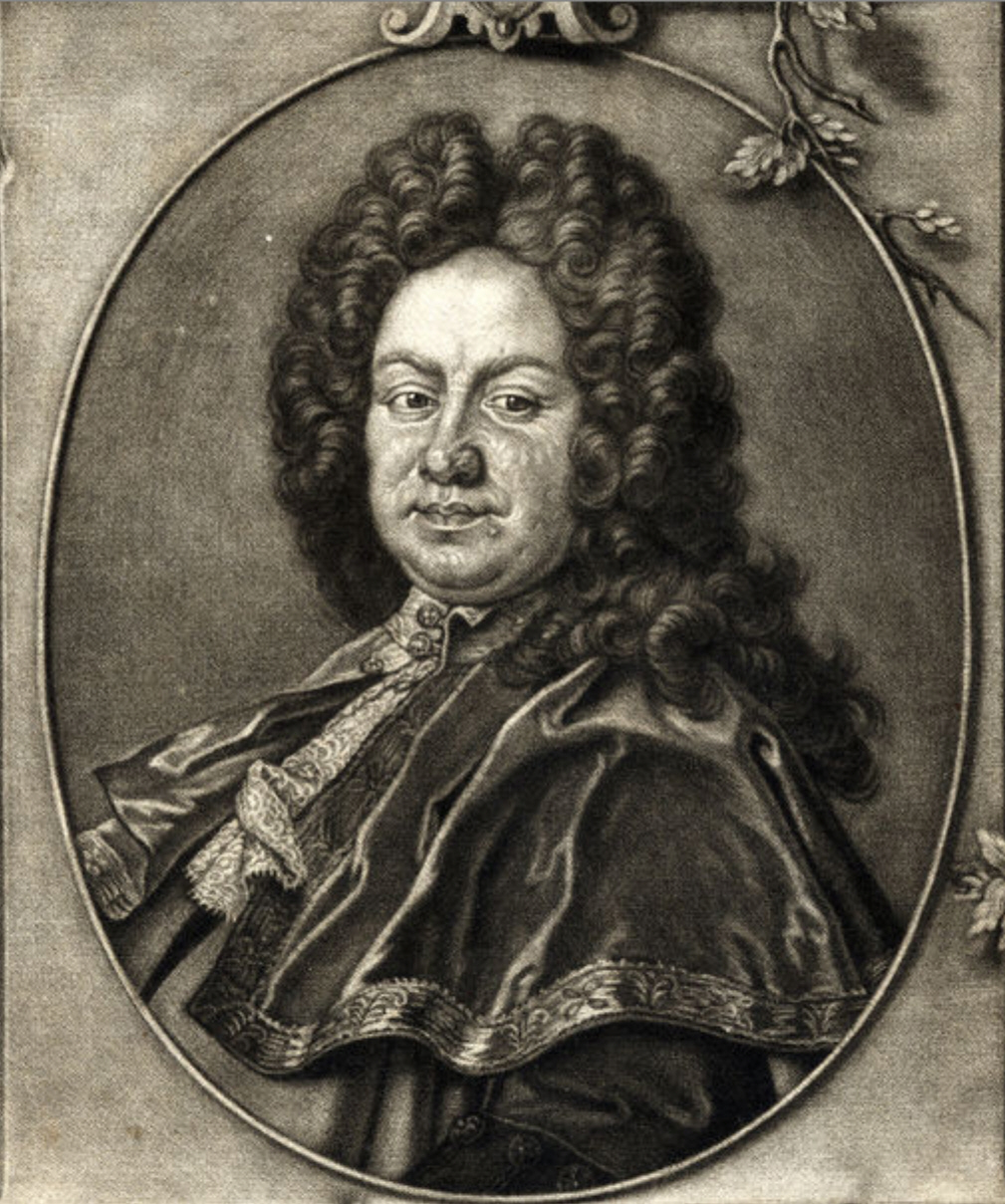
Johann David Köhler, avô de João Müller. Pioneiro da biblioteconomia moderna.
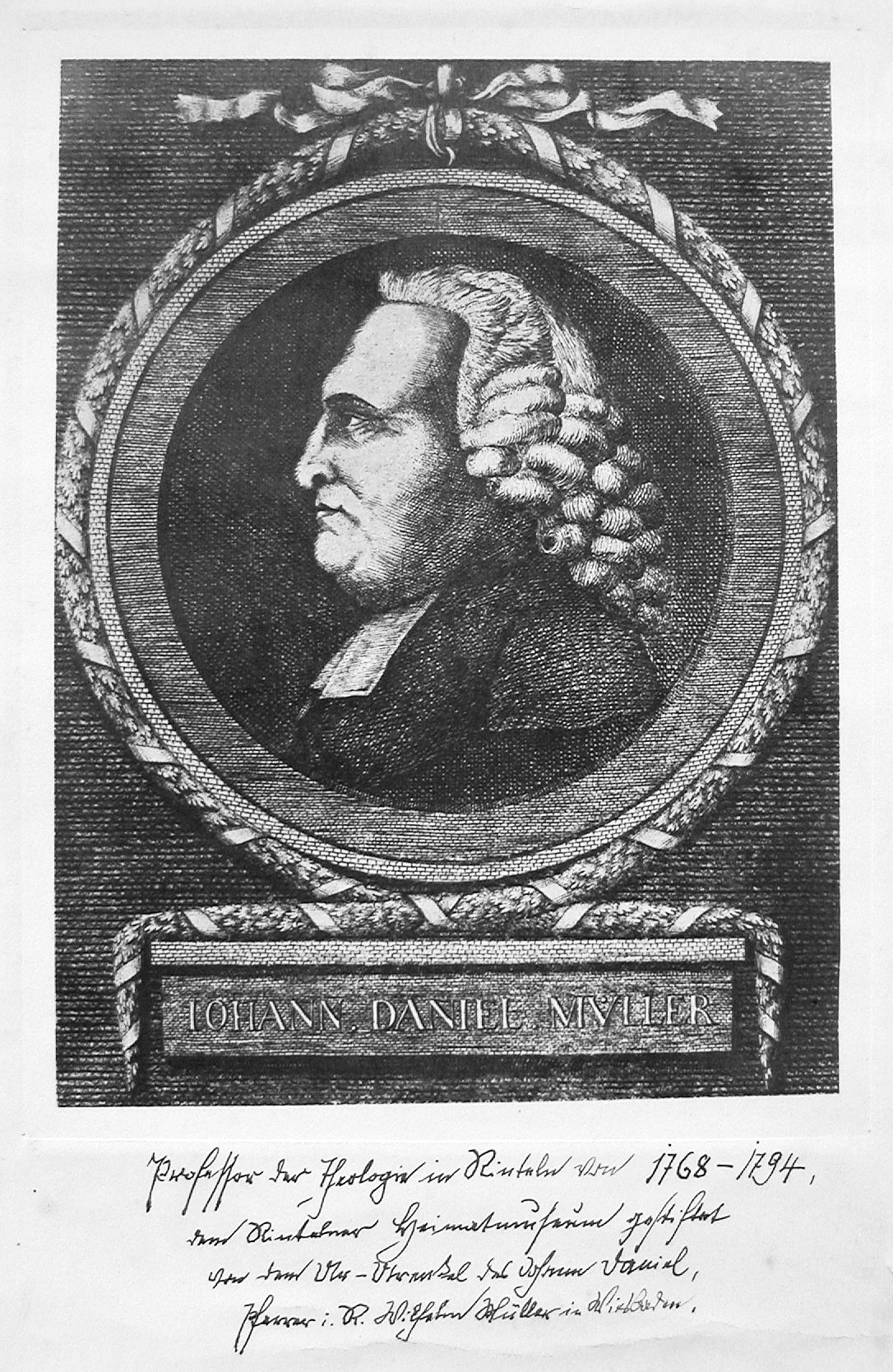
Johann Daniel Müller, tio de João Müller. Célebre teólogo alemão.
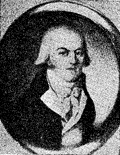
Henrique Möller, sogro de João Müller. Rico comerciante da Feitoria Hanseática de Lisboa.
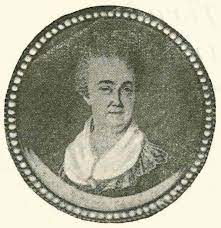
Anna Dorothea Roocks, sogra de João Müller.
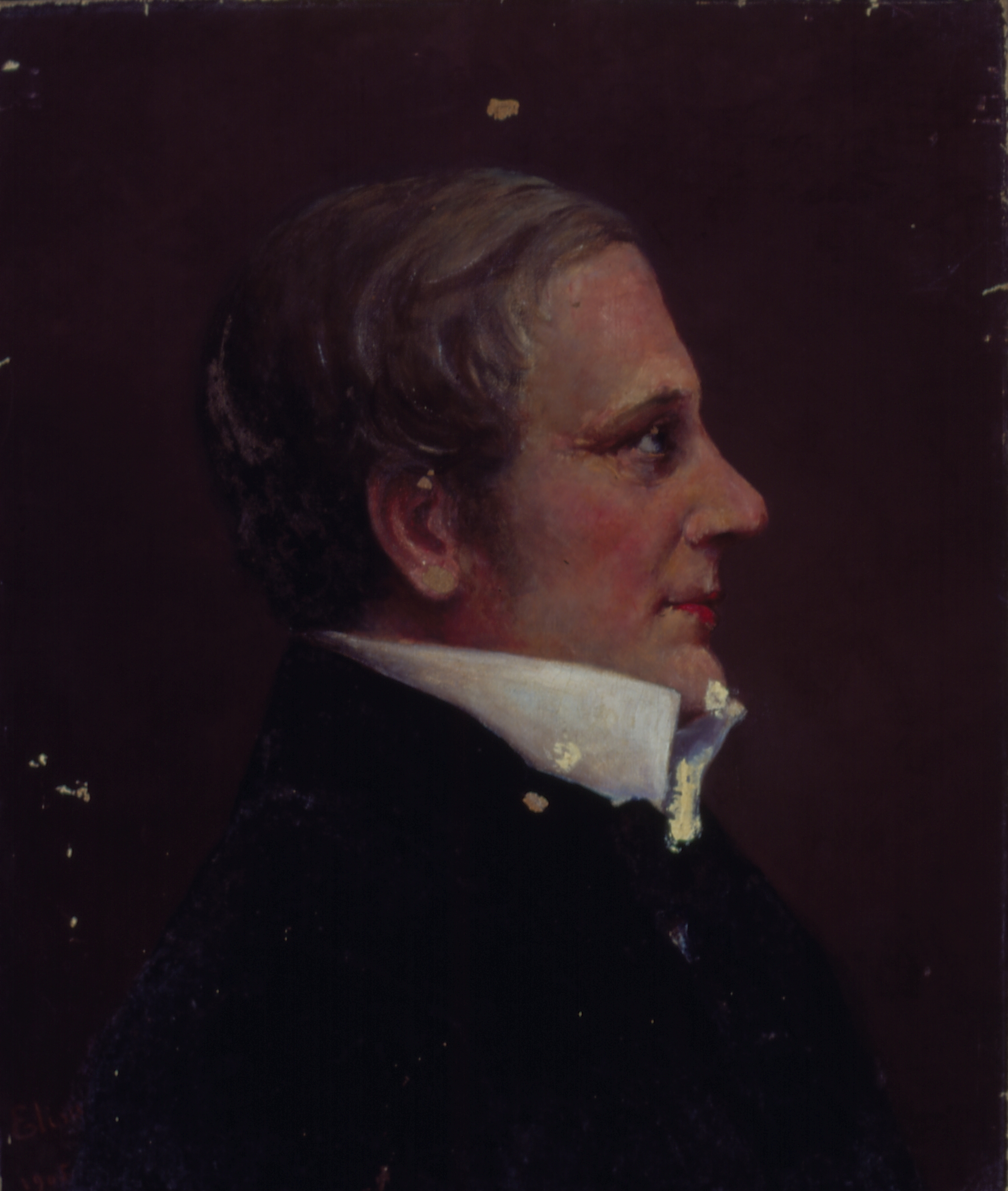
Marechal Daniel Pedro Müller, filho de João Müller. Assessor de D. Pedro I e Governador das Armas de Santa Catarina.